# Circuit de Wallonie 2024
De 58e editie van de wielerwedstrijd Circuit de Wallonie vond plaats op 9 mei 2024. De wedstrijd startte en finishte in Charleroi en was 183,9 kilometer lang. De wedstrijd maakte deel uit van de UCI Europe Tour, met de categorie 1.1, en de Lotto Cycling Cup. De Waal Arnaud De Lie won en volgde zo Jordi Meeus op op de erelijst.

## Uitslag
| Plaats  | Naam             | Ploeg                              | Tijd     |
| ------- | ---------------- | ---------------------------------- | -------- |
| Winnaar | Arnaud De Lie    | Lotto Dstny                        | 4u06'09" |
| 2       | Axel Zingle      | Cofidis                            | z.t.     |
| 3       | Matthew Brennan  | Visma \| Lease a Bike              | z.t.     |
| 4       | Paul Penhoët     | Conti. Groupama-FDJ                | z.t.     |
| 5       | Milan Fretin     | Cofidis                            | z.t.     |
| 6       | Luca Mozzato     | Arkéa-B&B Hotels                   | z.t.     |
| 7       | Tord Gudmestad   | Uno-X Mobility                     | z.t.     |
| 8       | Jake Stewart     | Israel-Premier Tech                | z.t.     |
| 9       | Vito Braet       | Intermarché-Wanty                  | z.t.     |
| 10      | Simone Gualdi    | Intermarché-Wanty                  | z.t.     |
| 11      | Hugo Page        | Intermarché-Wanty                  | z.t.     |
| 12      | Amaury Capiot    | Arkéa-B&B Hotels                   | z.t.     |
| 13      | Davide Persico   | Bingoal WB                         | z.t.     |
| 14      | Marco Palomba    | General Store-Essegibi-F.lli Curia | z.t.     |
| 15      | Daniel Stampe    | Airtox-Carl Ras                    | z.t.     |
| 16      | Mads Andersen    | Airtox-Carl Ras                    | z.t.     |
| 17      | Dries Van Gestel | TotalEnergies                      | z.t.     |
| 18      | Andrea Peron     | Novo Nordisk                       | z.t.     |
| 19      | Milan Menten     | Lotto Dstny                        | z.t.     |
| 20      | Jensen Plowright | Alpecin-Deceuninck                 | z.t.     |
|         |                  |                                    |          |
| 38      | Lucas Janssen    | Arkéa-B&B Hotels                   | z.t.     |